# Ferdinand Vitáček
Ferdinand Vitaček (7. dubna 1853 Žebrák – 4. října 1929 Nový Čestín) byl český strojní inženýr, politik, poslanec Českého zemského sněmu, podnikatel a tovární ředitel dlouhodobě působící v Kyjevě, ředitel kyjevského strojírenského závodu Greter & Křivánek.

## Životopis
Narodil se v Žebráku ve středních Čechách. Vystudoval pražský polytechnický institut. Nejprve byl zaměstnán v karlínské strojírně Daněk.
Roku 1880 odešel do Kyjeva, na tehdejším území Ruského impéria, aby zde pomohl budovat zdejší pobočku závodu Märky, Bromovský a Šulc. Následně však onemocněl, odjel k léčení do Švýcarska, odkud se pak navrátil zpět do Čech. Usídlil se v Praze, kde zakoupil dům a mj. zde působil ve spolkovém životě. Rou 1890 zakoupil velkostatek Nový Čestín u Klatov, kam následně přesídlil. Roku 1892 byl za staročeskou stranu zvolen poslancem Českého zemského sněmu.
V roce 1896 se vrátil do Kyjeva, kde přijal místo ředitele První kyjevské slévárny a mechanické strojírny Greter & Křivánek., jehož podílníkem a posléze majitelem byl český inženýr Josef Křivánek. Závod byl pak na přelomu 19. a 20. století druhým největším zaměstnavatelem v Kyjevě a zaujal téměř monopolní postavení v oblasti dodávek zařízení pro cukrovary na Ukrajině. Hlavními provozy podniku byly slévárna, kotlárna, soustružna, kovárna a rafinerie. Spolu s dalším továrním inženýrem českého původu, Viktorem Kašparem, a synem Ferdinandem Vitáčkem mladším si posléze otevřel v kyjevské čtvrti Šuljavka vlastní podnik, továrnu na sportovní vybavení a oděvy. Z Kyjeva s rodinou odešel roku 1912, kdy se vrátil zpět na Klatovsko.
Nadále se politicky angažoval: byl členem české agrární strany a při vzniku Československa v říjnu 1918 se stal předsedou klatovského Národního výboru československého, který v době zániku Rakouska-Uherska dočasně přebral politickou moc v okrese. Roku 1919 se pak stal předsedou správní komise klatovského okresu, kterou vykonával až do roku 1924.
Ferdinand Vitáček zemřel 4. října 1929 v Novém Čestíně. Pohřben byl v rodinné hrobce na Vinohradském hřbitově.